# Monte Ávila Editores
Monte Ávila Editores es una editorial sin ánimo de lucro, considerada la más grande e importante de Venezuela. Desde 1968 ha publicado más de 2800 títulos, con una producción de más de 1,2 millones de ejemplares.

## Historia

### 1968 - 2000
Fue fundada en 1968 por iniciativa de los escritores venezolanos Ramón José Velásquez, Simón Alberto Consalvi, Guillermo Sucre y el editor español Benito Milla. Su primer ejemplar editado fue La ilustración y la sociedad actual de Lucien Goldmann en traducción de Julieta Fombona.El logo sería diseñado por el lituano-venezolano Gerd Leufert.En su primera década la editorial llegaría a publicar 739 títulos.
Durante este período se forjaría el prestigio de ser, junto con la Biblioteca Ayacucho, uno de los fondos editoriales más importantes de América Latina, publicando a clásicos hispanoamericanos y españoles como Inca Garcilaso de la Vega, Teresa de la Parra, Juan Carlos Onetti, Mario Vargas Llosa, Antonia Palacios, Salvador Garmendia, Gabriel García Márquez, Augusto Roa Bastos, Juan David García Bacca, Francisco Massiani, Manuel García Pelayo, Julio Garmendia, Fernando Savater, Héctor A. Murena, Reinaldo Arenas, Jaime Gil de Biedma, José Balza, Miguel Ángel Asturias, Severo Sarduy, Esdras Parra, Rafael Cadenas, Marta Traba, Augusto Monterroso o Roberto Bolaño.
Igualmente, en esta época rescatarían una parte fundamental de la literatura indígena venezolana, con obras como el Watunna, relato oral del pueblo yekuana, traducido y recogido por Marc de Civrieux; el Kuai-mare recopilación de mitología warao, wayú, piaroa, entre otras de María Manuela de Cora; o las antologías de poesía y narrativa pemón de fray Cesáreo de Armellada y Carmela Bentivenga de Napolitano. También se publicarías los estudios de antropología y etnología de Venezuela Michel Perrin, Alfredo Jahn o Jacques Lizot; o de lenguas indígenas venezolanas de Bernard Pottier.
Monte Ávila tuvo un destacado papel en la traducción al español de la obra de filósofos de la antigüedad como Zhuangzi o Aristóteles y textos antiguos como el Digha-nikaya; pensadores contemporáneos como Louis Althusser, Mircea Eliade,  Walter Benjamin, Leszek Kołakowski, Lucien Goldmann, Károly Kerényi, Tzvetan Todorov, Julia Kristeva, Roland Barthes, Guy Debord, Régis Debray, Pierre George, Philippe Sollers, Theodor Adorno, Klaus Wagenbach, Gaston Bachelard, George Steiner, Michel Seuphor, Bernard Williams, Jean Baudrillard, Amaury de Riencourt, Roger Garaudy, Árpád Göncz, V. S. Naipaul, Robert van Gulik, René Dumont, Kenneth Boulding, Maxwell Fry, István Mészáros, Pierre Francastel, Pierre Bourdieu, Thomas Pavel, Pierre Mendès France, Henri Troyat, Antoine Compagnon o Émile Cioran; de narradores como Yukio Mishima, Pier Paolo Pasolini, Patrick Modiano, Samuel Beckett, Carlo Emilio Gadda, W. F. Harvey, Alan Burns, Pierre Schoendoerffer o Max Frisch; y poetas como Djuna Barnes, Arthur Rimbaud, T. S. Eliot, Francis Ponge, Walt Whitman, Edith Wharton, Eugène Guillevic o Fernando Pessoa.
Monte Ávila fue la primera editorial en traducir al español varias obras de Emil Cioran, La trompetilla acústica de Leonora Carrington, así como El libro que vendrá, El dialogo inconcluso y La escritura del desastre de Maurice Blanchot.
En las décadas de los setenta, ochenta y noventa se publicarían entre 60 y 80 títulos anuales.
Entre sus directores anteriores constan los escritores Juan Liscano y Rafael Arráiz Lucca. También contó con directores literarios de la talla de Eugenio Montejo, Juan Sánchez Peláez, Silda Cordoliani, u Oswaldo Trejo.

### 2001 - actualidad
En el año 2001, el gobierno de Hugo Chávez ordenó el recorte de su presupuesto, lo que obligó a la editorial a reducir drásticamente la cantidad de libros publicados anualmente y a eliminar casi completamente los costos de traducción.A partir de ese momento empezó un período de grandes dificultades financieras para la editorial, que concluiría en una suspensión total de la distribución internacional. Mientras que entre los años 1995 y 2000, la editorial llegaría a publicar 324 títulos (239 de autores venezolanos y 85 de autores extranjeros), en 2001 la editorial no alcanzaría las 20 publicaciones.
Sin embargo, es importante mencionar el papel que tuvo (sobre todo en la primera década de los 2000) el Concurso de autores inéditos en el descubrimiento de autores como Rodrigo Blanco Calderón, Enza García Arreaza, Keila Vall de la Ville, Jacobo Villalobos, Santiago Acosta, Oriette D'Angelo o Gabriel Payares.
Algunos autores como Néstor Leal, denuncian que Monte Ávila «después de la gestión del profesor Alexis Márquez Rodríguez (...), cambió poco a poco su política editorial para hacer énfasis en ediciones ideológicamente afines con el régimen de Hugo Chávez». En este sentido, destacan publicaciones de autores como Eva Golinger (fundadora del Centrol Internacional Miranda) con títulos como Bush vs. Chávez. La guerra de Washington contra Venezuela (2006), Haiman El Troudi (Director del Despacho de la Presidencia de la República entre 2005 y 2006, y Ministro de Planificación entre 2008 y 2009) con Ser capitalista es un mal negocio. Claves para socialistas (2007), Jorge Capitanich (Jefe de Gabinete de Ministros de la Nación Argentina durante el gobierno de Cristina Fernández de Kirchner) con Kirchnerismo. Desde las tensiones estructurales hacia la construcción del futuro (2012), o los trabajos de Michael A. Lebowitz (asesor del Ministerio para la Economía Social entre 2005 y 2011). También destacan los poemarios de altos funcionarios del gobierno como el fiscal general Tarek William Saab, el ministro Freddy Ñáñez o el diputado Earle Herrera.
A pesar de esta realidad, la editorial continúa editando y distribuyendo gracias a su catálogo digital.

## Presidentes
| Presidente                | Periodo         |
| ------------------------- | --------------- |
| Simón Alberto Consalvi    | 1968 - 1969     |
| Alfredo Tarre Murzi       | 1971 - 1973     |
| José Vicente Abreu        | 1979 - 1984     |
| Juan Liscano              | 1979 - 1984     |
| Néstor Leal               | 1984 - 1989     |
| Rafael Arraiz Lucca       | 1989 - 1994     |
| Alexis Márquez Rodríguez  | 1994 - 2000     |
| Mariela Sánchez Urdaneta  | 2002 - 2003     |
| Carlos Noguera            | 2003 - 2015     |
| María Elena Rodríguez     | 2015 - 2016     |
| Gabriel González Montilla | 2016 - presente |